# ماجومد ميتريشيف
ماجومد ميتريشيف (بالروسية: Митришев, Магомед Абуязидович)‏ (10 سبتمبر 1992 بغروزني في روسيا - ) هو لاعب كرة قدم روسي في مركز الهجوم. شارك مع منتخب روسيا تحت 19 سنة لكرة القدم ومنتخب روسيا تحت 20 سنة لكرة القدم ومنتخب روسيا تحت 21 سنة لكرة القدم. أما مع النوادي، فقد لعب مع أنجي محج قلعة وتيريك غروزني وسبارتاك نالتشيك.

## وصلات خارجية
- ماجومد ميتريشيف على موقع الاتحاد الأوربي (الإنجليزية)
- ماجومد ميتريشيف على موقع قاعدة بيانات كرة القدم.إي يو (الإنجليزية)
- ماجومد ميتريشيف على موقع Soccerway.com (الإنجليزية)